# Ariamnes cylindrogaster
Espèce
Synonymes
- Ariamnes colubrinus Keyserling, 1890

Ariamnes cylindrogaster est une espèce d'araignées aranéomorphes de la famille des Theridiidae.

## Distribution
Cette espèce se rencontre au Japon, en Corée du Sud, à Taïwan, en Chine, au Laos, en Indonésie à Sulawesi et en Australie.

## Description

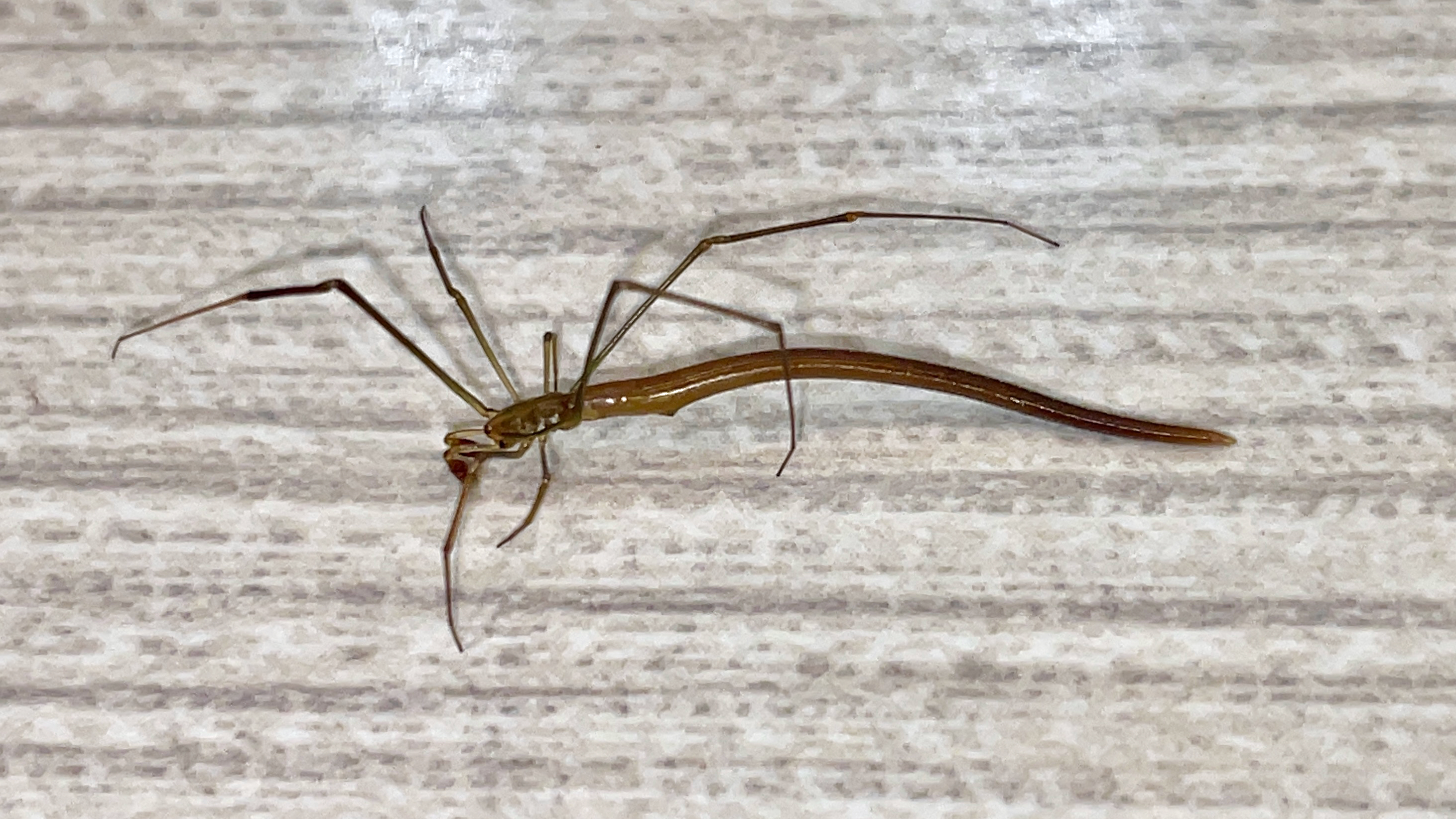
Ariamnes cylindrogaster

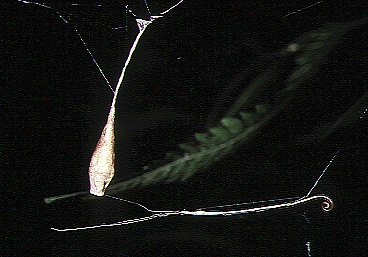
Ariamnes cylindrogaster ♀

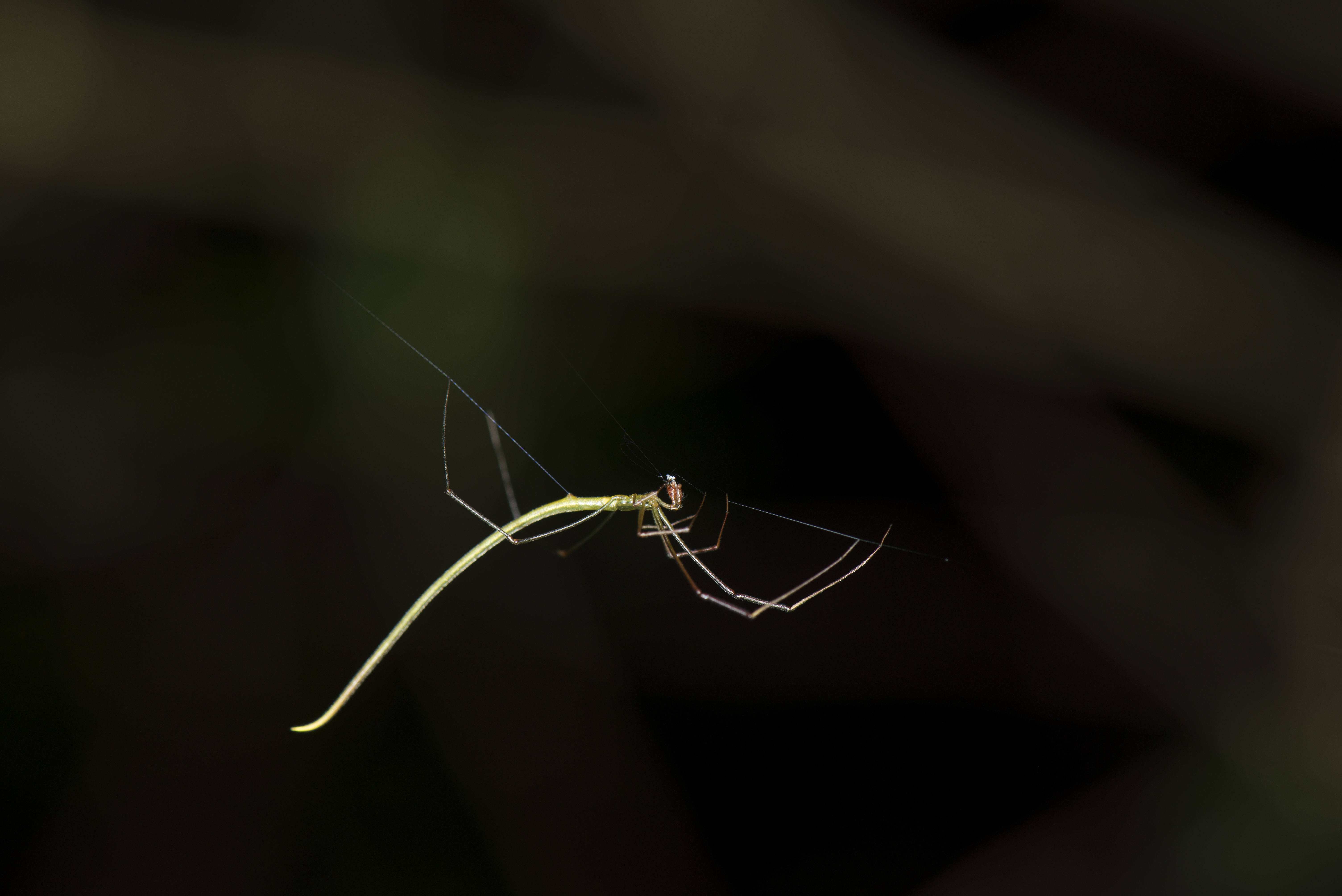
Ariamnes cylindrogaster

La carapace du mâle syntype mesure 2,3 mm et l'abdomen 12,5 mm.
Les mâles mesurent de 12 à 25 mm et les femelles de 25 à 30 mm.

## Systématique et taxinomie
Cette espèce a été décrite par Simon en 1889. Elle est placée dans le genre Argyrodes par Levi et Levi en 1962 puis dans le genre Ariamnes par Yoshida en 2001.
Ariamnes colubrinus a été placée en synonymie par Bösenberg et Strand en 1906.

## Publication originale
- Simon, 1889 : « Études arachnologiques. 21e Mémoire. XXXIII. Descriptions de quelques espèces recueillies au Japon, par A. Mellotée. » Annales de la Société Entomologique de France, sér. 6, vol. 8, p. 248-252 (texte intégral).